# Westfield Franklin Park
Westfield Franklin Park, anteriormente pero conocido como Franklin Park Mall es un centro comercial en Toledo, Ohio. Sus tiendas anclas son Macy's, Dillard's, JC Penney y Dick's Sporting Goods. También incluye un complejo de cines.

## Historia
Originalmente abrió en 1971 por The Rouse Company, el centro comercial Franklin Park abrió con la primera tienda de Ohio Hudson's, JCPenney y la tienda local departamental Lamson Brothers. En 1976 Lamson's se fue a bancarrota y la tienda fue reemplazada por una Jacobson's. 
En 1993, Rouse remodeló significantemente el centro comercial y le agregó una nueva ala y una tienda ancla Lion Store. En 1997 la tienda Hudson's cambió de nombre a Marshall Field's, mientras que en 1998, la Tienda Lion fue adquirida y renombrada por Dillard's.
El Grupo Westfield adquirió el centro comercial a principios del 2002, y le cambió el nombre a "Westfield Shoppingtown Franklin Park", y en junio de 2005 se le quitó la palabra "Shoppingtown". Jacobson's se fue a bancarrota y cerró todas sus ubicaciones en 2002, en los días antes de que Westfield anunciara que tomaría el cargo. 
En 2008 Westfield hizo una conferencia de prensa en Franklin Park para anunciar que la minorista de calzado DSW Warehouse, y la minorista de ropa Old Navy, y Ulta cosmetic salon serían parte de la expansión de 49,000 pie cuadrado.

## Anclas

### Tiendas anteriores
- Marshall Field's
- Jacobson's
- Lion Store vendida en 1998 a Dillard's
- Hudson's
- JCPenney's Home Store
- Lamson's

### Actualmente
- Macy's (187,000 pie cuadrado)
- Dillards (192,000 pie cuadrado)
- Dick's Sporting Goods
- JCPenney (247,000 pie cuadrado)
- Old Navy Abre el 1 de noviembre de 2008

## Tiendas
- Hour Backyard Drop-In Child Care
- Radio Shack
- Build-A-Bear Workshop
- Franklin Park 16: Cinema De Lux
- Pottery Barn
- Dairy Queen/Orange Julius
- Aéropostale
- Abercrombie & Fitch
- American Eagle Outfitters
- Bath & Body Works
- American Greetings
- Borders Books, Music & Cafe
- Brooks Brothers
- Brookstone
- BRAVO! Cucina Italiana
- Caribou Coffee
- Chick-Fil-A
- Children's Place (The)
- Claddagh Irish Pub
- Coldwater Creek
- Coach
- Dippin' Dots
- Disney Store
- Eddie Bauer
- Elephant Bar Restaurant
- Finish Line
- Foot Locker
- Forever 21
- GAP
- Game Stop
- Great American Cookie Company
- Gymboree
- Guess?
- Hot Topic
- Hollister
- Icing by Claire's
- Jos. A. Bank
- Kay Jewelers
- Journeys
- Limited Too
- Lids
- Johnny Rockets
- Magic Wok
- Man Alive
- Nori Japan
- PacSun
- Payless Shoesource
- President Tuxedo
- Ruby Tuesday
- Sbarro Pizza
- Schlotzsky's Deli
- Spencer's
- Sprint
- Verizon Wireless
- Starbuck (Dentro de Macy's)
- Steak Escape
- Subway
- Taco Bell
- Toledo Ballet School
- Wet Seal
- Victoria's Secret
- Windsor

## Horario
- Lunes a sábados
  - 10:00am – 9:00pm

- Domingo
  - 11:00am – 6:00pm

## Sitio oficial
- Sitio oficial de Westfield Franklin Park

## Sitio web
- Sitio web Hour Backyard

- Datos: Q7988679
- Multimedia: Franklin Park Mall / Q7988679